# Tipografie
Tipografia (din greacă τυπογραφία — tipografía, cuvânt compus din „τύπος” — týpos, lovitură, amprentă, figură, și „γραφή” — graphḗ, grafie) reprezintă arta și tehnica tipăritului, a formei și aranjării literelor pe un document scris. În teoria mediilor se referă la scrisul tipărit, în contrast cu scrisul de mână, scrisul electronic sau textele neliterare. Deseori termenul se referă și la hârtia folosită și coperțile lucrării. Astăzi se referă, adeseori, la procesul creativ care se aplică la literele individuale, scris, imagini, linii, suprafețe, dar și la spațierea tuturor acestor elemente, margini, punerea în pagină (în engleză layout), precum și la alte elemente grafice ale tipăriturilor și mediilor electronice. Totuși, designul propriu-zis (concepția și proiectarea) al fonturilor (tipurilor de literă sau seturilor de caractere) și literelor individuale nu e considerat parte a termenului.
Prin extindere, și textele mișcătoare de pe diverse ecrane pot beneficia de creativitatea (tipo)designerilor multimedia, putând fi posibil să se genereze litere (texte) în mișcare, dar și cu mărime, formă și culoare în continuă schimbare etc.
Câteva exemple de meserii strâns legate de termenul de tipografie: tipograf, zețar, designer grafic, desenator tehnic, director artistic de producție, designer de tip de literă, artiști în domeniul graffiti, designer web și multe altele. În plus, era digitală, computerizată, a lărgit enorm cercul celor care se ocupă cu tipografia sau diverse aspecte ale ei, astăzi oricine având acces la procesul creativ tipografic.

## Istoric
Încă din Antichitate existau cărți sub formă de manuscrise elaborate în atelierele unde lucrau copiștii sau scribii, care uneori modificau textul pe care trebuia să-l copieze, din greșeală sau deliberat. Începând cu secolul al XIII-lea, numărul cititorilor în Occident crește. Cu toate că în acea perioadă scribii erau mai numeroși ca înainte, totuși activitatea lor începea să nu mai fie eficientă, mai ales că au apărut noi exigențe intelectuale, când erudiții și-au dorit ca lucrările să fie cât mai conforme cu textul autorului. De aceea, la sfârșitul Evului Mediu, s-a constat nevoia unui nou procedeu de reproducere a scrisului care să ofere posibilitatea unei difuzări mai largi și mai fidele a acestuia față de original. Cerințele acestui procedeu au fost atinse prin folosirea tiparului.

### Inventarea tiparului

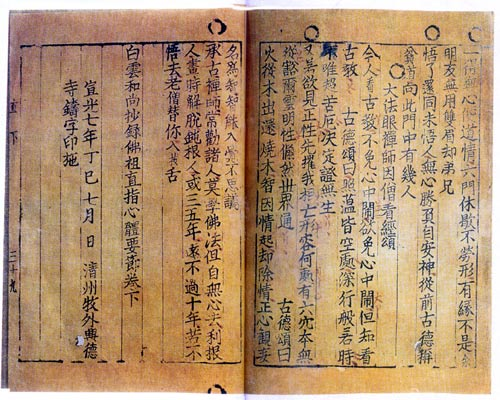
Jikji, prima carte tipărită a lumii

Având în vedere noile cerințe, mai mulți cercetători au încercat să-și aducă aportul. Inventarea tiparului nu a fost o invenție individuală. Tehnologia tipăririi a progresat pe parcursul secolelor iar diverși cercetători s-au remarcat prin aportul lor. Prima dintre condițiile tiparului a fost invenția chinezească a hârtiei preparată din coajă de dud și deșeuri din mătase, apoi din cânepă, deoarece pergamentul folosit până atunci ca suport al scrisului, fiind sfărâmicios și gros, nu se potrivea pentru tipar. Primul tipar cu caractere mobile din lume a fost inventat de Bi Sheng între anii 1041 și 1048 în timpul dinastiei chineze Song. Acest tipar folosea caractere mobile din porțelan. Oficialul Wang Zhen din timpul dinastiei Yuan a inventat tiparul cu caractere mobile din lemn. Tiparul cu caractere mobile din metal a fost inventat în Coreea, probabil de către Choe Yun-ui. Prima carte tipărită din lume care a rezistat până în zilele noastre este Jikji (백운화상초록불조직지심체요절/ 白雲和尙抄錄佛祖直指心體要節) care a fost tipărită în Coreea, la templul Heungdeok, în anul 1377. Ea se află acum la Bibliothèque nationale de France, în Paris.
În Europa, tipografia modernă, cu litere mobile din plumb, împreună cu presa de tipar mecanică, îi este atribuită, de regulă, orfevrului Johannes Gutemberg (Johannes Gensfleisch zur Laden zum Gutenberg), din Mainz. Procedeul respectiv a fost pus la punct, după câțiva ani de încercări, în preajma anului 1450. Aliajul din care și-a turnat literele, ce avea la bază plumbul, a fost atât de bine realizat încât continuă să fie folosit pentru tiparul înalt, chiar și în prezent. Gutemberg a născocit tehnici specializate pentru turnarea și combinarea poansoanelor de literă, relativ ieftine și în cantități mari, suficiente pentru tipărirea mai multor exemplare de text. Inovația respectivă a constituit baza și, totodată, a permis nașterea fenomenului pe care azi îl numim revoluția tipografică.
Prima carte tipărită, în Europa, cu litere mobile din plumb, a fost Biblia Gutemberg.

### Tipografiile în Țările Române
Pe teritoriul actual al României primele tipografii au început să funcționeze în anul 1508, anul editării la Mănăstirea Dealu a unui Liturghier, la inițiativa voievodului Radu cel Mare (1495-1508).
Tipograful acestui Liturgher a fost Macarie, călugăr care lucrase la Veneția în perioada incunabulară, de unde adusese și literele chirilice pentru tipografia de la Dealu.
După Cracovia și Veneția, tipografia de la Dealu a fost cea de-a treia tipografie din Europa ce a folosit caractere chirilice.